# 吸气音
在语音学中，吸气音（又称内吸音、縮氣音） 是人类向内吸入气流所产生的声音。吸气音可根据产生气流的器官分为三类：舌吸气音、声门吸气音和肺部吸气音。
吸气音与呼气音相反，呼气音是向外呼出气流所产生的声音。大多数语言的语音（包括元音）都是肺部呼气音。

## 舌吸气音
舌吸气音，又稱軟齶吸气音。它的产生方法是在口腔中的兩個發音部位闭塞声道，降低舌位，继而使空气稀薄，然後釋放閉塞。所產生的音稱為搭嘴音。

## 声门吸气音
声门吸气通常指内爆音，它使用肺部外呼气流和声门内吸气流的混合氣流機制。真正的声门吸气相当罕见，称为“清内爆音”或“逆挤喉音”。

## 肺部吸气音
肺部吸气音一般屬於副語言特徵，在没有联系的语言中可以代表一个音位、单词甚至句子，通常用来同意。一些肺部吸气音没有对应的呼气音。例如，国际音标表中的软腭颤音是灰色格子，但是软腭颤音吸气音即是喷鼻息。
在副语言外，肺部吸气音极其罕见，已知出现于宏语和达明语（最后一个会说达明语的人于1990年代死亡）。肺部吸气音在國際音標擴展中以⟨↓⟩表示。